# Bitwa pod Węgierską Górką
Bitwa pod Węgierską Górką – bitwa wojny obronnej 1939 r. stoczona w dniach 2–3 września 1939 r. w rejonie Zwardonia, Milówki, Węgierskiej Górki i Lipowej w ówczesnym województwie krakowskim. Ze względu na heroizm obrońców okazany w obliczu przeważających sił wroga, starcie zostało nazwane Westerplatte południa.

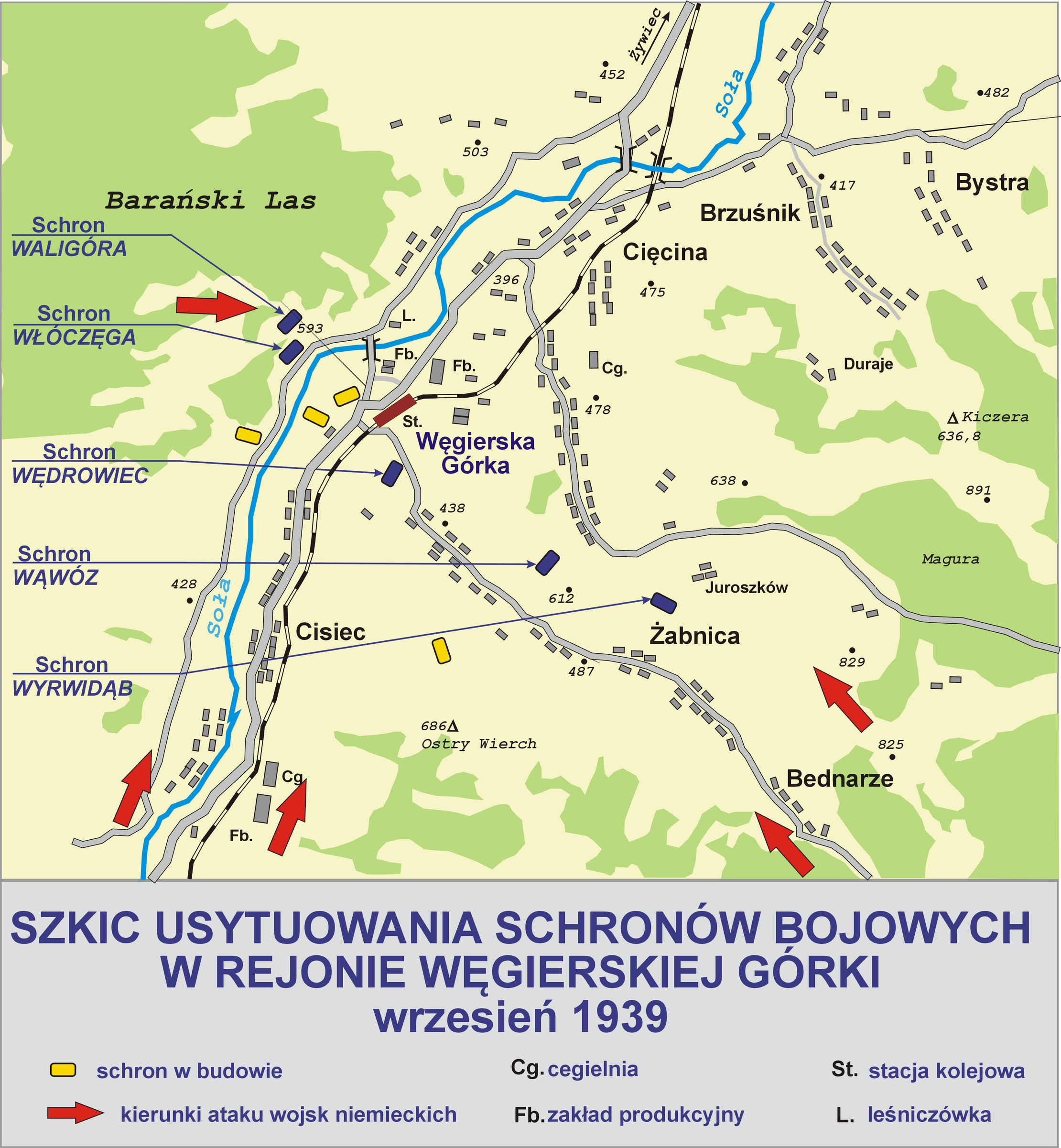
Szkic usytuowania schronów bojowych

## Skład sił polskich
Południowa granica Polski na wschód od Zwardonia obsadzona była przez oddziały 1. Brygady Górskiej płk dypl. Janusza Gaładyka. Doliny Soły i drogi z Czadcy przez Zwardoń do Żywca bronił 1 batalion KOP „Berezwecz” 2 pułku piechoty KOP, batalionem dowodził major Kazimierz Czarkowski. Strzelcy wspierani byli przez batalion ON „Żywiec” i niewielkie siły artyleryjskie. Zaplecze stanowiły cztery schrony bojowe w Węgierskiej Górce obsadzone przez 151 kompanię forteczną „Węgierska Górka” kpt. Tadeusza Semika. W Milówce była utworzona 2 kompania strzelecka ON „Milówka” pod dowództwem por. Niemczyka. W Rajczy była utworzona 3 kompania strzelecka ON „Rajcza” pod dowództwem por. Sicińskiego. 
Po jednym plutonie z Milówki i Rajczy skierowano do Zwardonia. Tu dowódca tego odcinka kpt. Zygmunt Wajdowicz wyznaczył im stanowiska obok stacji kolejowej frontem do granicy. Za swoich sąsiadów mieli kompanię z 1 batalionu KOP „Berezwecz”, żołnierzy Straży Granicznej, którzy wraz z gajowymi patrolowali granicę.
Przejścia z Orawy do Jeleśni bronił 1 pułk strzelców górskich KOP, a schrony bojowe obsadziła 152 kompania forteczna „Jeleśnia”, dowodzona przez por. Lipczaka. Rygiel obronny w Krzyżowej i Przyborowie nie był przez Niemców atakowany. Działająca na tym kierunku 3 Dywizja Górska gen. Eduarda Dietla obeszła rygiel przez wschodnią część doliny Koszarawy.

## Wkroczenie Niemców do Polski
1 września 1939 r. o świcie z terytorium Słowacji przez Przełęcz Zwardońską wkroczyły w dolinę Soły oddziały 7. Bawarskiej Dywizji Piechoty pod dowództwem gen. bryg. Eugena Otta. Potężne uderzenie, wspólnie ze swoim pododdziałem KOP-u, dzielnie odpierał por. Roman Talarek. Realizując rozkaz przełożonego, pod naporem przeważających sił przeciwnika został zmuszony jednak do wycofania się w rejon Baraniej Góry.
Zwardoń został osaczony z dwóch stron od Przełęczy Zwardońskiej i od Koniakowa. Przewodnikiem przedniej straży tej dywizji był Alojzy Wagner, kierownik schroniska „Beskidenverein” na Hali Lipowskiej. 2 i 3 września Gustaw Pustelnik, właściciel schroniska na Hali Rysiance, przeprowadził przez granicę dwie jednostki niemieckiej 3. Dywizji Górskiej wraz z tankietkami, które przez płaje Romanki dotarły nad Bystrą, Wieprz i do Sporysza.

## Natarcie w głąb Beskidu Żywieckiego i Śląskiego
2 września 1939 r. w godzinach rannych nastąpiło kolejne uderzenie 7. Dywizji Piechoty w rejonie Ujsoł, Milówki i Kamesznicy w Beskidzie Żywieckim oraz w rejonie Istebnej i Koniakowa w Beskidzie Śląskim. Natarcie to przypłacili jednak Niemcy niemałą ceną, pozostawiając w Ujsołach, Rajczy, Nieledwi i Kamesznicy ponad 50 zabitych, a także dużo sprzętu bojowego (głównie samochodów opancerzonych). O godz. 11.00 natarcie oddziałów 7. Dywizji Piechoty zostało zatrzymane w Milówce.
Czujki rozstawione wzdłuż granicy już około 4 rano 1 września oddały pierwsze strzały do nadchodzących Niemców, po czym wycofały się na stanowiska plutonu. Niemcy odpowiedzieli zmasowanym ogniem karabinów maszynowych, do których po chwili dołączył ostrzał granatami moździerzowymi. Po kilku godzinach walki i nasilającego się z każdą chwilą ognia nieprzyjaciela plutony ON, stanowiąc osłonę dla wycofujących się wojsk na główną rubież obronną pod Węgierską Górką, najpierw ukryły się i zajęły stanowiska za nasypem kolejowym.
Stosując taktykę skoków oraz po wysadzeniu mostu kolejowego w Soli i drogowego w Ujsołach, plutony wraz z czterema rannymi, odskoczyły w kierunku Kasperek, a następnie obok Szarego na Krzywą koło Kamesznicy. Tu zorganizowano obronę. Na jakiś czas zatrzymała Niemców nacierających na Kamesznicę i Milówkę. Żołnierzom nieprzyjaciela nie udało się także wejść na drogę prowadzącą z Nieledwi do Milówki. Ponieśli tutaj spore straty w zabitych i rannych.
Natarcie Niemców zostało zatrzymane do 2 września do godziny 10.00. W tym czasie Niemcy podciągnęli artylerię i rozpoczęli intensywny ostrzał stanowisk polskich na Krzywej i dalej w kierunku Węgierskiej Górki i Radziechów. W ten sposób sztab niemiecki starał się odciąć drogę wycofywania się żołnierzy ON. Późną nocą 2 kompania strzelecka ON „Milówka” i 3 kompania strzelecka ON „Rajcza”, wykonując rozkaz o zameldowaniu się w miejscu przeznaczenia batalionu, przekazały swe stanowiska żołnierzom KOP-u pod dowództwem por. Romana Talarka i nad ranem 2 września dołączyli do swych kompanii stacjonujących w Żywcu.

## Szturm umocnień w Węgierskiej Górce
Oddziały niemieckie po przegrupowaniu ponowiły atak. W ramach artyleryjskiego przygotowania ostrzelano polskie umocnienia oraz wieś, w wyniku czego spłonęły cywilne zabudowania. Pół godziny później do ataku ruszyła niemiecka piechota, która wkrótce znalazła się na przedpolach schronów bojowych w Węgierskiej Górce. Niewielkiemu oddziałowi wojsk polskich udało się odeprzeć pierwszą falę uderzenia nieprzyjacielskiej piechoty celnym ogniem ckm-ów.
Niemcy zaczęli rozważniej podchodzić do kwestii planowania ataku, decydując się tym razem na zdobywanie poszczególnych schronów po kolei. Taktyka ta, której kluczowym punktem były grupy szturmowe wspomagane przez saperów, nie dała pierwotnie spodziewanych efektów. Ataki trwały aż do późnych godzin nocnych. 

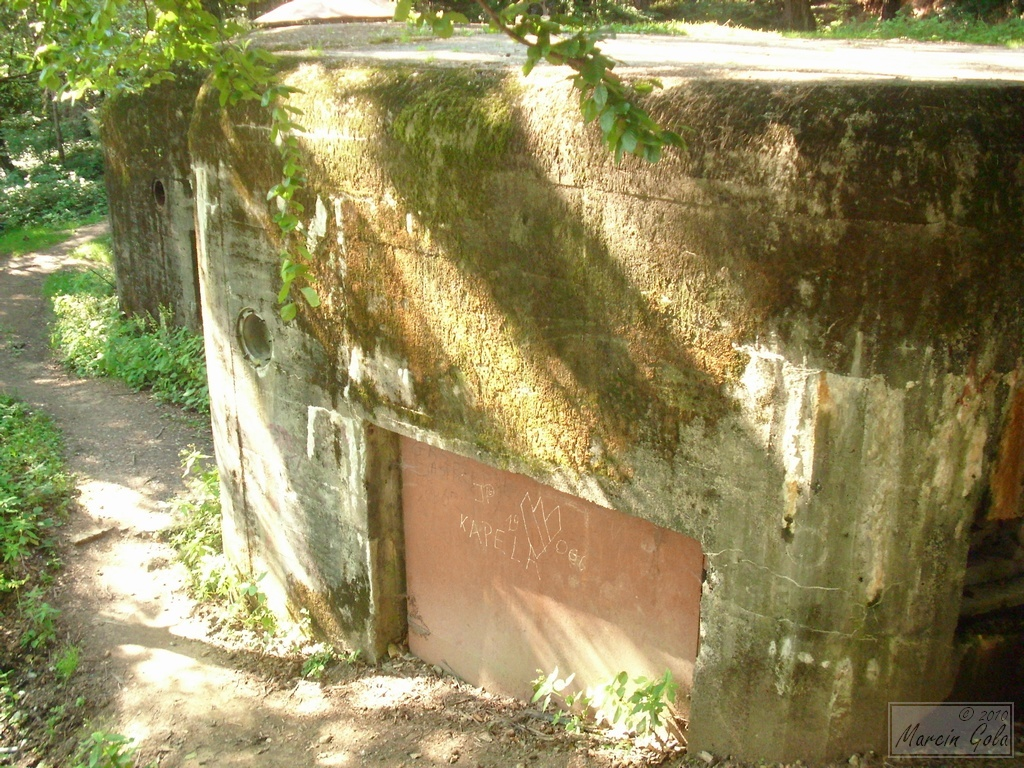
Schron bojowy „Waligóra”

Dowódca 1. Brygady Górskiej, płk Janusz Gaładyk, nakazał wycofanie z zajmowanych rubieży, pod osłoną nocy. Umocnień w Węgierskiej Górce broniła 151. kompania forteczna „Węgierska Górka”, pod dowództwem kpt. Tadeusza Semika. Załoga schronu „Waligóra” (dca. por. Leopold Galocz) zmuszona była do wycofania się, z powodu braku amunicji. Walki trwały 8 godzin, po czym opór stawiły 2 schrony w Węgierskiej Górce: „Włóczęga” (dca ppor. Marian Małkowski) i „Wędrowiec” (ddca kpt. Tadeusz Semik), a także 1. i 2. kompania strzelecka 1 batalionu KOP „Berezwecz” (mjr Kazimierz Czarkowski), do których nie dotarł rozkaz wycofania się.
Rankiem 3 września 1939 kpt. Tadeusz Semik zabronił prowadzenia ognia ze stropu schronu i korzystał jedynie z ckm i działka 37 mm zamocowanych w ambrazurach. Rozkazu tego nie wykonał jego zastępca sierż. Stanisław Raczyński i zginął przeszyty ogniem ciężkiego karabinu maszynowego.

## Potyczka we wsi Lipowa
Rozbite oddziały Batalionu KOP „Berezwecz” i skompletowane pod dowództwem kpt. Zygmunta Wajdowicza, w nocy z 2 na 3 września i dalej w ciągu dnia 3 września stoczyły jeszcze potyczkę z oddziałami niemieckimi, przedzierając się przez wieś Lipowa.

## Wycofanie się sił polskich

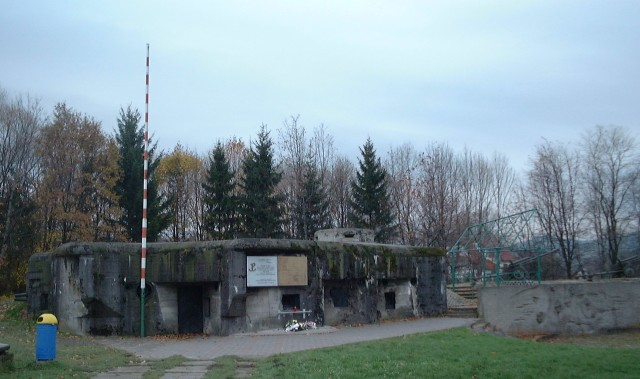
Schron bojowy „Wędrowiec”

Schron „Włóczęga” poddał się 3 września o godz. 8.30, a schron „Wędrowiec”, dowodzony przez kpt. Tadeusza Semika, o godz. 17.00. Mimo ogromnej przewagi liczebnej i technicznej, Niemcy ponieśli duże straty, szacowane na 200 – 300 ludzi.
Pozostałe oddziały wycofały się w kierunku Żywca i Andrychowa. Utworzona z resztek 1. i 2. kompanii nowa kompania pod dowództwem kpt. Tadeusza Kadego (dotychczasowego dowódcy 2. kompanii strzeleckiej baonu KOP „Berezwecz”) wycofała się przez Ostre w kierunku Lipowej.

## Potyczka w rejonie Zadziela
Prowadząc działania opóźniające 4 września w godzinach porannych polskie jednostki stoczyły ciężki bój w rejonie Zadziele – Oczków z  oddziałami 7 Bawarskiej Dywizji Piechoty, zadając im ciężkie straty w ilości 47. zabitych i wielu rannych (był to ostatni bój batalionu KOP „Berezwecz” na ziemi żywieckiej).
Tego samego dnia Niemcy wkroczyli do Żywca. Cały obszar Żywiecczyzny został wcielony bezpośrednio do III Rzeszy. Rozpoczął się tragiczny okres okupacji.

## Upamiętnienie
Dla upamiętnienia walk w Węgierskiej Górce w 1993 r. w schronie „Wędrowiec” powstało muzeum, w którym zgromadzono pamiątki z tamtych lat. Przed nim zbudowano amfiteatr, w którym odbywają się patriotyczne uroczystości. Za walkę obronną z hitlerowskim najeźdźcą, Węgierska Górka w 1971 r. została  odznaczona Krzyżem Grunwaldu III klasy.